# Anthracothema
Anthracothema — рід вимерлих парнокопитних ссавців, що жили в М'янмі в пізньому еоцені.

## Таксономія
Ducrocq (1999) і Tsubamoto et al. (2002) вважав Anthracothema синонімом Anthracotherium. Однак Lihoreau et al. (2004) і Scherler et al. (2018) відхилив синонімію, причому останній відновив її як сестру Myaingtherium і Siamotherium.